# Alena Chadimová
Alena Chadimová, provd. Danišová (* 22. listopadu 1931, Olomouc) je bývalá česká sportovní gymnastka a olympijská medailistka, trenérka.

## Život
Alena Chadimová se narodila 22. listopadu 1931 v Olomouci. Závodit začínala v Sokole Malá Strana. V roce 1952 již jako reprezentantka přestoupila do Dukly Praha.
Účastnila se LOH 1952 v Helsinkách, kde obsadila s družstvem žen bronzovou příčku, ve víceboji jednotlivkyň obsadila 20. místo a ve společném cvičení 6. místo.
Na mistrovství světa v Římě v roce 1954 získala bronzovou medaili ve víceboji družstev (Bosáková, Brdíčková, Drazdíková, Chadimová, Lišková, Marejková, Reichová, Vančurová).
Po ukončení sportovní kariéry se věnovala trenérské činnosti.